# 奥劳托·安德拉斯
奥劳托·安德拉斯·伊什特万（匈牙利語：Arató András István，1945年7月11日—） 是一位匈牙利退休電氣工程師、圖庫模特兒、網絡紅人。在網絡文化中，他被稱為「強顏歡笑的哈羅德」（Hide the pain Harold）。

## 生平
1969年，奥劳托畢業於布達佩斯科技經濟大學電機工程學院，其後於首都布達佩斯擔任燈具測試相關的工作，少年時亦曾參與匈牙利人民軍。自1975年起為匈牙利照明協會會員，1997-2010年間出任該協會的副主席。
退休後，奧勞托與妻子定居布達佩斯，兩夫婦不時周遊列國。有一次，他把跟妻子到土耳其度假的照片上傳到網路上（當年Facebook還未出現），引起了圖庫攝影師的注意，並邀請他成為模特兒；奧勞托接受了他的邀請，扮演成各行各業的人物，為他拍攝了一系列的照片，是為他成為網紅的契機。他把這些照片授權圖庫使用，並規定禁止將照片用政治、宗教或色情等敏感內容中。
之後，這些照片突然在網上爆紅。最初，他在Google上搜索到有網友惡搞自己的照片時，他還未能接受這種行為，因為他覺得自己被當成一個笑話，而且這些惡搞圖像當中，不少亦涉及上述的敏感議題，令他感到不悅。但隨著時間發展，他後來承認了自己作為網紅的身份，並於2016年在網友邀請下，在俄羅斯社交網站VKontakte貼出一張自己拿着一張寫著俄文「我活着」（Я жив）紙板的照片以表明自己的身份。之後，他接受過多家媒體採訪，更受邀到TED演講。2019年，他為可口可樂拍攝廣告；2025年他受F1記者邀請出席匈牙利大獎賽，吸引眾人目光，許多車手如伊薩克·哈賈爾、蘭多·諾里斯及加布里埃爾·博托萊托也與其合照。

## 外部鏈結
- Hide the Pain Harold 官方網站 （页面存档备份，存于）
- 奥劳托的Facebook專頁
- Hide the Pain Harold的Facebook專頁
- Hide the Pain Harold的Instagram （页面存档备份，存于）
- 奧勞托的旅遊博客 （页面存档备份，存于）